# Uroplectes katangensis
Espèce
Uroplectes katangensis est une espèce de scorpions de la famille des Buthidae.

## Distribution
Cette espèce est endémique du Haut-Lomami au Congo-Kinshasa. Elle se rencontre vers Mwema.

## Description
La femelle holotype mesure 26,5 mm.

## Étymologie
Son nom d'espèce, composé de katang[a] et du suffixe latin -ensis, « qui vit dans, qui habite », lui a été donné en référence au lieu de sa découverte, le Katanga.

## Publication originale
- Prendini, 2015 : « Three new Uroplectes (Scorpiones: Buthidae) with punctate metasomal segments from tropical central Africa. » American Museum Novitates, no 3840, p. 1-32 (texte intégral).